# 白沙镇站
白沙镇站位于福建省福州市闽侯县白沙镇内，距来舟站164公里，距福州站30公里。现为四等站。客运办理旅客乘降、行李包裹托运；货运办理整车货物发到，不办理石灰到达。。设轨3股，站房面积295平方米，1958年12月开始营运。